# 黛博拉·卡拉·安格
黛博拉·卡拉·安格（英語：Deborah Kara Unger，/ˈʌnɡər/，1966年5月12日—）是一名加拿大女演員，曾出演電影《致命遊戲》（1997）、《白噪音》（2005）、《沉默之丘》（2006）、《88分鐘》（2008）和《沉默之丘2：啟示錄》（2012）等等。

## 早年
安格出生於加拿大英屬哥倫比亞溫哥華，母親是一名核廢料處置專家，父親則是一名婦科醫生。她是首位就讀於澳大利亞國家戲劇藝術學院的加拿大人。